# Maison universelle de justice
La Maison Universelle de Justice est l'organe suprême composé de neuf membres qui dirige la foi baháʼíe. Elle a été envisagée par Baháʼu'lláh, le fondateur de la foi baháʼíe, comme une institution capable de légiférer sur des questions non abordées dans les écrits baháʼís, offrant ainsi une flexibilité permettant à la foi baháʼíe de s'adapter aux conditions changeantes. Elle a été élue pour la première fois en 1963, puis tous les cinq ans, par des délégués composés des membres des Assemblées spirituelles nationales baháʼíes du monde entier.
La Maison Universelle de Justice, en tant que chef de la religion, a orienté la communauté mondiale baháʼíe principalement à travers une série de plans pluriannuels, ainsi que par des messages annuels délivrés pendant le festival de Ridván. Ces messages se sont concentrés sur l'augmentation du nombre d'Assemblées spirituelles locales, la traduction de la littérature baháʼíe, l'établissement de centres baháʼís, l'achèvement des Maisons d'adoration baháʼíes, la tenue de conférences internationales et le développement de systèmes éducatifs pour améliorer l'alphabétisation, le rôle des femmes, la spiritualité pour les enfants et les jeunes, la vie familiale, le développement social et économique et le culte communautaire. La Maison Universelle de Justice a également joué un rôle dans la réponse aux persécutions systématiques des baháʼís en Iran en attirant l'attention des médias mondiaux.
Les livres et documents publiés par la Maison Universelle de Justice sont considérés comme faisant autorité et ses décisions sont considérées comme infaillibles par les baháʼís. Bien qu'elle soit habilitée à légiférer sur des questions non abordées dans les écrits sacrés baháʼís, la Maison Universelle de Justice a rarement exercé cette fonction.
Le siège de la Maison Universelle de Justice et ses membres résident à Haïfa, Israël, sur le flanc du Mont Carmel. La plus récente élection a eu lieu le 29 avril 2023.

## Histoire
Baháʼu'lláh, le fondateur de la foi baháʼíe, dans son livre le Kitáb-i-Aqdas, institue pour la première fois la Maison de Justice et en définit les fonctions. Les responsabilités de l'institution sont également élargies et mentionnées dans plusieurs autres écrits de Baháʼu'lláh, notamment dans ses Tablettes de Baháʼu'lláh. Dans ces écrits, Baháʼu'lláh écrit que la Maison Universelle de Justice assumerait l'autorité sur la religion et examinerait les questions qui n'avaient pas été abordées par lui-même ; il déclare que les membres de l'institution seraient assurés de l'inspiration divine, qu'ils auraient à cœur le bien de tous les peuples et qu'ils protégeraient leur honneur.
Plus tard, ʻAbdu'l-Bahá, le fils et successeur de Baháʼu'lláh, dans son Testament, a développé son fonctionnement, sa composition et a décrit la méthode de son élection. Il a écrit que la Maison Universelle de Justice serait sous la protection de Baháʼu'lláh, qu'elle serait exempte d'erreur et que lui obéir serait obligatoire. ʻAbdu'l-Bahá a utilisé pour la première fois le terme « Maison Universelle de Justice » pour distinguer l'organe suprême des « Maisons de Justice » locales qui devaient être établies dans chaque communauté, et des « Maisons de Justice » secondaires (actuelles assemblées spirituelles nationales baháʼíes). Il a également déclaré que les décisions de l'institution pourraient être prises à la majorité des voix, mais que les décisions unanimes étaient préférées, et qu'elle serait élue par les membres des Maisons de Justice secondaires.
Bien que ʻAbdu'l-Bahá et Shoghi Effendi, chefs de la religion après Baháʼu'lláh, aient envisagé d'établir la Maison Universelle de Justice, ils ont tous deux refusé de le faire. La raison invoquée par Shoghi Effendi était sa conviction de la faiblesse des institutions baháʼíes existantes — il y avait un nombre très limité d'assemblées spirituelles nationales et d'assemblées spirituelles locales. Ainsi, de son vivant, Shoghi Effendi a préparé l'élection de la Maison Universelle de Justice en établissant une structure administrative solide aux niveaux local et national. En 1951, alors qu'il y avait 9 Assemblées Spirituelles Nationales, Shoghi Effendi a nommé des membres au Conseil international baháʼí et l'a décrit comme une Maison de Justice internationale embryonnaire. Après la mort inattendue de Shoghi Effendi en 1957, les Mains de la Cause ont dirigé les affaires de la religion et ont annoncé que l'élection de la Maison Universelle de Justice aurait lieu en 1963, à la fin de la Croisade de dix ans, un plan d'enseignement international institué par Shoghi Effendi.
En 1961, le Conseil international baháʼí est devenu un organe élu, les membres de toutes les Assemblées spirituelles nationales votant pour ses membres. Puis, en avril 1963, la première Maison Universelle de Justice a été élue, six ans après le décès de Shoghi Effendi, par 56 Assemblées spirituelles nationales. La date de l'élection coïncidait avec l'achèvement de la Croisade de dix ans et avec le premier centenaire de la déclaration publique de Baháʼu'lláh dans le Jardin de Ridván en avril 1863. Depuis lors, la Maison Universelle de Justice agit en tant que chef de la religion – les membres individuels n'ont aucune autorité, seule l'assemblée en tant que telle a autorité. En 1972, elle a publié sa constitution,.

## Processus électoral
La Maison Universelle de Justice est élue par vote secret et au scrutin de liste majoritaire lors d'un processus électoral en trois étapes impliquant les baháʼís adultes du monde entier. La Maison de Justice est élue sans nominations ni campagnes, et tous les membres masculins adultes de la foi baháʼíe sont éligibles à l'élection. L'élection a lieu tous les cinq ans, lors d'une convention réunissant les membres des diverses Assemblées spirituelles nationales ou régionales (ASN) à travers le monde. Chaque membre des ASN, qui a lui-même été élu par les baháʼís de son pays, vote pour neuf baháʼís masculins adultes. Les bulletins de vote par correspondance sont envoyés ou apportés par des délégués. Les neuf personnes ayant obtenu le plus de voix sont élues à la Maison Universelle de Justice.
En 2013, en plus des électeurs présents à Haïfa, environ 400 bulletins de vote par correspondance ont été comptabilisés, portant le nombre total de bulletins à plus de 1500. Cette élection a marqué le 50e anniversaire de la première élection de la Maison Universelle de Justice en 1963,.
La plus récente élection complète a eu lieu le 29 avril 2023,.

## Responsabilités

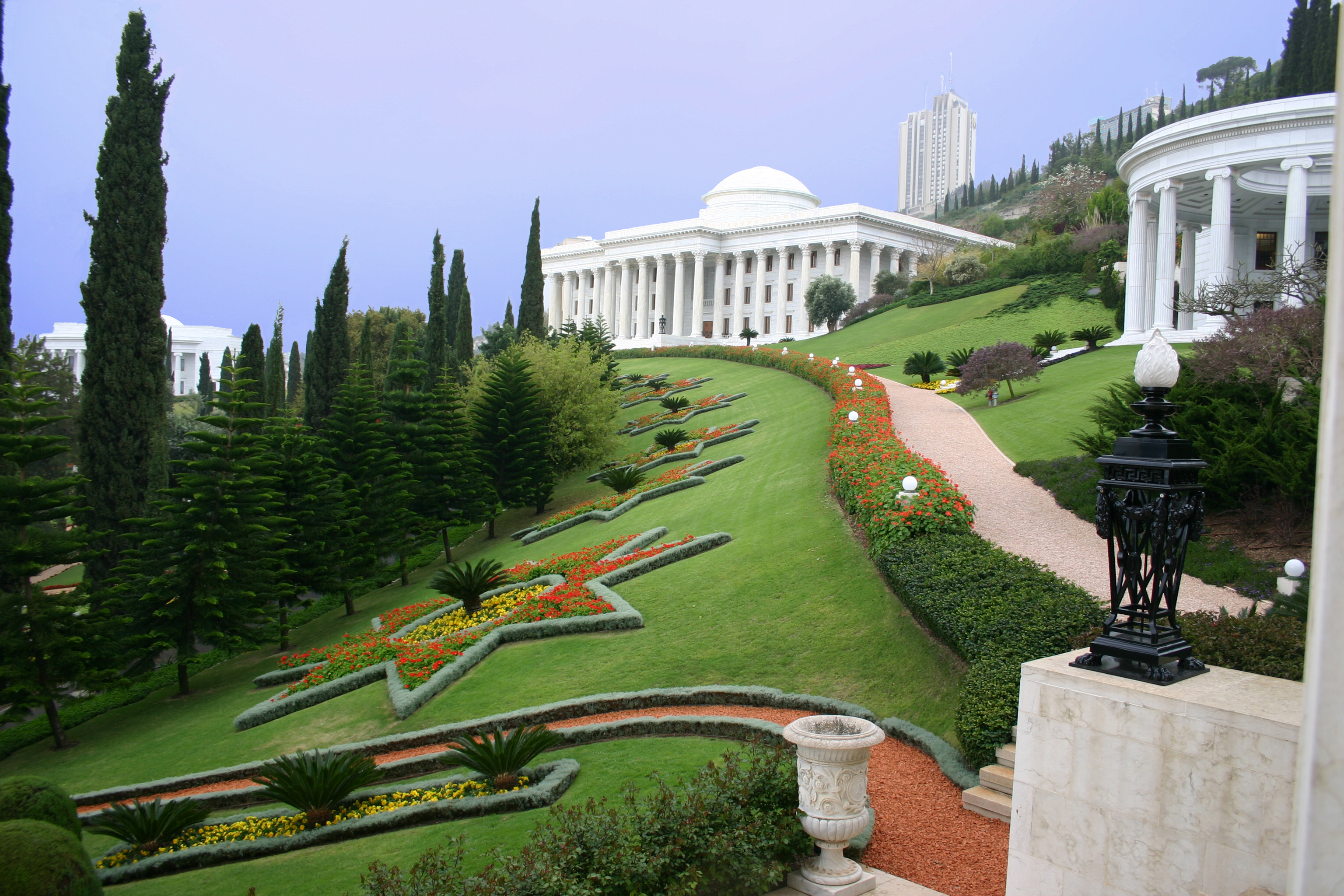
Siège de la Maison Universelle de Justice

La Maison Universelle de Justice guide aujourd'hui la croissance et le développement de la communauté baháʼíe mondiale. Les fonctions générales de la Maison Universelle de Justice, telles qu'énoncées par Baháʼu'lláh, incluent la promulgation de la cause de Dieu, la préservation de la loi, l'administration des affaires sociales, l'éducation des âmes des peuples, la garantie de l'éducation des enfants, la prospérité mondiale (élimination des extrêmes de richesse et de pauvreté), ainsi que le soin des personnes âgées et des malades vivant dans la pauvreté. Selon la constitution de la Maison Universelle de Justice, certaines de ses prérogatives et devoirs incluent :
- Promouvoir les qualités spirituelles qui caractérisent la vie baháʼíe individuellement et collectivement ;
- Préserver, traduire et publier les textes sacrés baháʼís ;
- Défendre et protéger la communauté baháʼíe mondiale contre la répression et les persécutions ;
- Préserver et développer le centre spirituel et administratif mondial de la foi baháʼíe ;
- Encourager la croissance et la maturation de la communauté et de l'administration baháʼíes ;
- Sauvegarder les droits personnels, les libertés et les initiatives individuelles ;
- Appliquer les principes et lois baháʼís ;
- Élaborer, abroger et modifier les lois qui ne sont pas consignées dans les textes sacrés baháʼís, selon les besoins du moment ;
- Prononcer des sanctions contre les violations des lois baháʼíes ;
- Arbitrer et régler les différends qui lui sont soumis ;
- Administrer tous les fonds et dotations religieux, tels que le Huqúqu'lláh, confiés à ses soins.

De plus, la Maison Universelle de Justice est chargée, selon les instructions de Baháʼu'lláh, d'exercer une influence positive sur le bien-être général de l'humanité, de promouvoir une paix durable entre les nations du monde et de veiller à la « formation des peuples, à l'édification des nations, à la protection de l'homme et à la sauvegarde de son honneur »,.

### Compétence

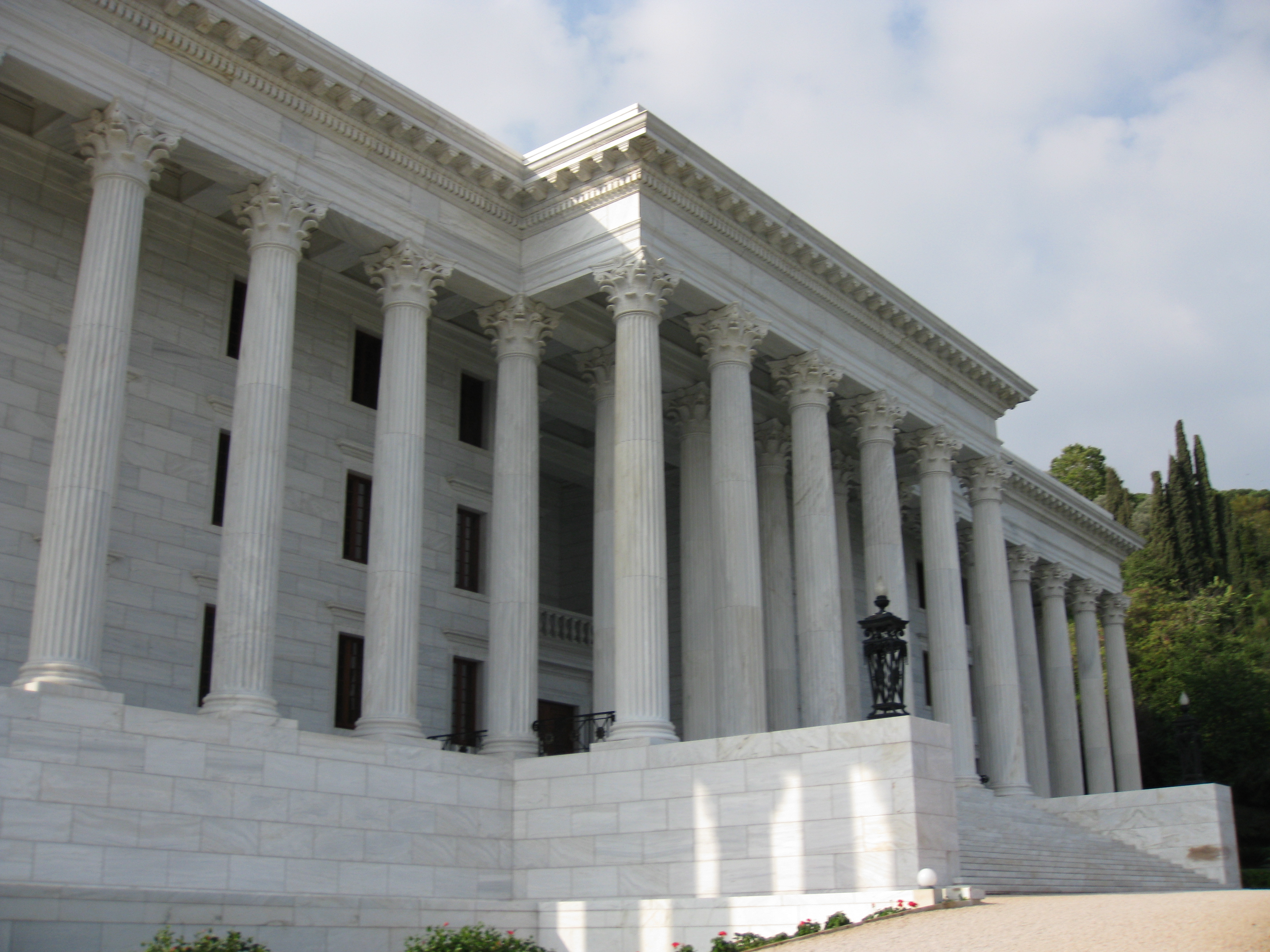
Siège de la Maison Universelle de Justice

La Maison Universelle de Justice a également la responsabilité d'adapter la foi baháʼíe au fur et à mesure de l'évolution de la société et est ainsi habilitée à légiférer sur des questions qui ne sont pas explicitement couvertes dans les textes sacrés baháʼís. Bien que la Maison Universelle de Justice soit autorisée à modifier ou abroger ses propres législations en fonction des évolutions des conditions, elle ne peut ni dissoudre ni modifier aucune des lois explicitement inscrites dans les textes sacrés,.

## Publications
Bien que la Maison Universelle de Justice soit habilitée à légiférer sur des questions, depuis sa création en 1963, elle a limité l'exercice de cette fonction. Elle a plutôt fourni des orientations générales aux baháʼís du monde entier, et non des lois spécifiques ; ces orientations ont généralement pris la forme de lettres et de messages, similaires aux communications de Shoghi Effendi. Beaucoup de ces lettres ont été publiées dans des compilations et sont considérées comme divinement inspirées et faisant autorité ; ses décisions sont considérées comme infaillibles par les baháʼís,. Les lettres couvrent divers sujets, notamment l'enseignement, la prière, la vie familiale, l'éducation et l'administration baháʼíe. Chaque année, le premier jour de Ridván (qui peut tomber le 20 ou le 21 avril, selon la datation de Naw-Rúz), la Maison Universelle de Justice adresse un message à la communauté baháʼíe mondiale, connu sous le nom de messages de Ridván.
L'institution a également collecté et publié des extraits des écrits du Báb, de Baháʼu'lláh et de ʻAbdu'l-Bahá. En 1992, elle a publié le Kitáb-i-Aqdas, le livre des lois de Baháʼu'lláh en anglais, et d'autres traductions ont depuis été publiées. Dans le cadre de ces efforts, des départements de recherche et d'archives ont été créés au Centre mondial baháʼí, et, en 1983, plus de 60 000 lettres de Baháʼu'lláh, ʻAbdu'l-Bahá et Shoghi Effendi avaient été collectées. Ces œuvres recueillies servent de base aux délibérations de la Maison Universelle de Justice.
- La Promesse de la Paix Mondiale (1985)][18]: Déclaration adressée « Aux Peuples du Monde », présentée à plus de 160 chefs d'État et de gouvernement. Elle décrit les principales conditions pour l'établissement de la paix mondiale ainsi que les obstacles à surmonter.
- Baháʼu'lláh] (1992): Marquant le centenaire du décès de Baháʼu'lláh, cette déclaration est une revue de sa vie et de son œuvre.

- La Prospérité de l’Humanité] (1995): Déclaration sur le concept de prospérité mondiale dans le contexte des enseignements baháʼís.

- Siècle de Lumière] (2001): Analyse du XXe siècle, mettant en lumière les changements majeurs et l'émergence de la foi baháʼíe de l'obscurité.

- Lettre aux dirigeants religieux du monde (2002): Lettre abordant la maladie des haines sectaires, appelant tous les mouvements religieux à « dépasser les conceptions figées héritées d'un passé lointain ».

- Une Foi Commune] (2005): Document principalement destiné à un public baháʼí, identifiant comme défi majeur l'intégration du principe de l'unité des religions et le dépassement des préjugés religieux.

## Membres actuels
Tous les membres actuels de la Maison Universelle de Justice ont auparavant servi en tant que membres du Centre International d'Enseignement. Ils sont :
- Paul Lample (2005)
- Payman Mohajer (2005)
- Shahriar Razavi (2008)
- Ayman Rouhani (2013)
- Chuungu Malitonga (2013)
- Juan Francisco Mora (2018)
- Praveen Mallik (2018)
- Albert Nshisu Nsunga (2023)
- Andrej Donoval (2023)

## Membres précédents
L'élection initiale en 1963 a sélectionné cinq membres du Conseil International Baháʼí, deux de l'Assemblée spirituelle nationale (ASN) des États-Unis, un de l'ASN de Grande-Bretagne et un de l'ASN de l'Inde.
Les membres sont inscrits dans le tableau sous l'année de leur première élection. À partir de la première élection en 1963, des élections régulières de l'ensemble des membres ont eu lieu tous les cinq ans, et il y a eu cinq élections partielles, notées en *italique*, en 1982, 1987, 2000, 2005 et 2010. Tous les membres ont continué à servir après leur réélection lors des conventions suivantes. Amoz Gibson, Charles Wolcott et Adib Taherzadeh sont décédés en fonction, tandis que les autres anciens membres ont été autorisés à se retirer.
| 1963               | 1968               | 1973               | 1978               | 1982               | 1983               | 1987               | 1988               | 1993               | 1998               | 2000               | 2003               | 2005               | 2008               | 2010               | 2013               | 2018                | 2023                 |
| ------------------ | ------------------ | ------------------ | ------------------ | ------------------ | ------------------ | ------------------ | ------------------ | ------------------ | ------------------ | ------------------ | ------------------ | ------------------ | ------------------ | ------------------ | ------------------ | ------------------- | -------------------- |
| Lutfu'lláh Hakím   | David Ruhe         | David Ruhe         | David Ruhe         | David Ruhe         | David Ruhe         | David Ruhe         | David Ruhe         | Farzam Arbab*      | Farzam Arbab*      | Farzam Arbab*      | Farzam Arbab*      | Farzam Arbab*      | Farzam Arbab*      | Farzam Arbab*      | Ayman Rouhani      | Ayman Rouhani       | Ayman Rouhani        |
| Amoz Gibson        | Amoz Gibson        | Amoz Gibson        | Amoz Gibson        | Glenford Mitchell  | Glenford Mitchell  | Glenford Mitchell  | Glenford Mitchell  | Glenford Mitchell  | Glenford Mitchell  | Glenford Mitchell  | Glenford Mitchell  | Glenford Mitchell  | Gustavo Correa     | Gustavo Correa     | Gustavo Correa     | Praveen Mallik      | Praveen Mallik       |
| Charles Wolcott    | Charles Wolcott    | Charles Wolcott    | Charles Wolcott    | Charles Wolcott    | Charles Wolcott    | Peter Khan         | Peter Khan         | Peter Khan         | Peter Khan         | Peter Khan         | Peter Khan         | Peter Khan         | Peter Khan         | Stephen Hall       | Stephen Hall       | Stephen Hall        | Andrej Donoval       |
| David Hofman       | David Hofman       | David Hofman       | David Hofman       | David Hofman       | David Hofman       | David Hofman       | Hooper Dunbar      | Hooper Dunbar      | Hooper Dunbar      | Hooper Dunbar      | Hooper Dunbar      | Hooper Dunbar      | Hooper Dunbar      | Stephen Birkland   | Stephen Birkland   | Stephen Birkland    | Albert Nshisu Nsunga |
| Borrah Kavelin     | Borrah Kavelin     | Borrah Kavelin     | Borrah Kavelin     | Borrah Kavelin     | Borrah Kavelin     | Borrah Kavelin     | Adib Taherzadeh    | Adib Taherzadeh    | Adib Taherzadeh    | Kiser Barnes       | Kiser Barnes       | Kiser Barnes       | Kiser Barnes       | Kiser Barnes       | Chuungu Malitonga  | Chuungu Malitonga   | Chuungu Malitonga    |
| Hugh Chance        | Hugh Chance        | Hugh Chance        | Hugh Chance        | Hugh Chance        | Hugh Chance        | Hugh Chance        | Hugh Chance        | J. Douglas Martin, | J. Douglas Martin, | J. Douglas Martin, | J. Douglas Martin, | Paul Lample        | Paul Lample        | Paul Lample        | Paul Lample        | Paul Lample         | Paul Lample          |
| Alí Nakhjavání     | Alí Nakhjavání     | Alí Nakhjavání     | Alí Nakhjavání     | Alí Nakhjavání     | Alí Nakhjavání     | Alí Nakhjavání     | Alí Nakhjavání     | Alí Nakhjavání     | Alí Nakhjavání     | Alí Nakhjavání     | Hartmut Grossmann  | Hartmut Grossmann  | Shahriar Razavi    | Shahriar Razavi    | Shahriar Razavi    | Shahriar Razavi     | Shahriar Razavi      |
| Hushmand Fatheazam | Hushmand Fatheazam | Hushmand Fatheazam | Hushmand Fatheazam | Hushmand Fatheazam | Hushmand Fatheazam | Hushmand Fatheazam | Hushmand Fatheazam | Hushmand Fatheazam | Hushmand Fatheazam | Hushmand Fatheazam | Firaydoun Javaheri | Firaydoun Javaheri | Firaydoun Javaheri | Firaydoun Javaheri | Firaydoun Javaheri | Juan Francisco Mora | Juan Francisco Mora  |
| Ian Semple         | Ian Semple         | Ian Semple         | Ian Semple         | Ian Semple         | Ian Semple         | Ian Semple         | Ian Semple         | Ian Semple         | Ian Semple         | Ian Semple         | Ian Semple         | Payman Mohajer     | Payman Mohajer     | Payman Mohajer     | Payman Mohajer     | Payman Mohajer      | Payman Mohajer       |

- Farzam Arbab (27 octobre 1941 – 25 septembre 2020), né à Téhéran, Iran, a été membre de 1993 jusqu'à ce qu'il quitte ses fonctions en 2013, à l'âge de 71 ans[23],[24].